# A Deadly Adoption
A Deadly Adoption (exibido no Brasil com o título original) é um telefilme estadunidense de 2015, do gênero drama, dirigido por Rachel Lee Goldenberg.